# Luigi Bima
Luigi Bima (Fossano, 17 aprile 1915 – Fossano, 22 marzo 2002) è stato un politico italiano, della Democrazia Cristiana.

## Biografia
Laureato in giurisprudenza e professore, esponente cuneese della Democrazia Cristiana. Viene eletto alla Camera dei deputati alle elezioni politiche del 1948, confermando il proprio seggio per cinque legislature consecutive, restando in carica fino al 1972.
Fu anche presidente della Cassa rurale e artigiana di Sant'Albano Stura (ora BCC di Casalgrasso e Sant'Albano Stura). 
Dopo la morte, avvenuta nel marzo 2002, all'età di 86 anni, il paese nativo Fossano gli ha intestato una piazza.